# Pod wspólnym niebem
Pod wspólnym niebem – polski serial komediowy, emitowany przez telewizję TVP2 od 15 września do 8 grudnia 2017. 

## Fabuła
Akcja rozgrywała się w jednym z mieszkań, gdzie mieszkały dwie zupełnie różne od siebie rodziny: Kapuleckich i Monteckich.

## Obsada
| Aktor                          | Rola                                |
| ------------------------------ | ----------------------------------- |
| Anna Samusionek                | Bożena Kapulecka                    |
| Ewa Mosakowska                 | Julia Kapulecka                     |
| Piotr Szwedes                  | Bożydar Kapulecki                   |
| Maciej Bożek                   | Bogusław Kapulecki                  |
| Mateusz Bożek                  | Leopold Kapulecki                   |
| Bruno Tomczyk                  | Iwo Kapulecki                       |
| Marek Bukowski                 | Andrzej Montecki                    |
| Przemysław Furdak              | Roman Montecki                      |
| Marek Probosz                  | Alex Montecki                       |
| Ewa Szykulska                  | Wiktoria                            |
| Paulina Śmigielska             | Dżesika                             |
| Sebastian Konrad               | Mikołaj Wrona                       |
| Tadeusz Chudecki               | Paweł Nowopolski / Gaweł Nowopolski |
| Krzysztof Plewako-Szczerbiński | Bartłomiej Klupa                    |
| Marek Frąckowiak               | Kapulheim                           |

## Spis serii
| Seria | Sezon       | Odcinki   | Premiera serii   | Finał serii    | Pora emisji  | Średnia oglądalność |
| ----- | ----------- | --------- | ---------------- | -------------- | ------------ | ------------------- |
| 1.    | jesień 2017 | 1–12 (12) | 15 września 2017 | 8 grudnia 2017 | piątek 22.10 | 496 816             |

## Lista odcinków
1. Kontrakt – 15 września 2017
2. Buenos Noches – 22 września 2017
3. Silvergold – 29 września 2017
4. Podgląd – 6 października 2017
5. Kasa musi się zgadzać – 13 października 2017
6. Powrót Julii – 20 października 2017
7. Uchodźca – 27 października 2017
8. Służebność przechodu – 3 listopada 2017
9. Manewry miłosne – 17 listopada 2017
10. Wykrywacz – 24 listopada 2017
11. Para-psychologia – 1 grudnia 2017
12. Kufer trojański – 8 grudnia 2017